# Asunto Nombela
El escándalo Nombela o asunto Nombela fue un caso de corrupción de gran impacto político que se produjo en España a finales de 1934 durante el segundo bienio de la Segunda República Española y en el que se vieron envueltos destacados miembros del Partido Republicano Radical y su líder Alejandro Lerroux, que en aquellos momentos era uno de los partidos que integraban el gobierno junto con la CEDA de José María Gil Robles, y que se sumó al "escándalo del estraperlo" que también había afectado a los radicales. Se denomina "escándalo" o "asunto Nombela" por el nombre del funcionario que lo denunció (Antonio Nombela). 

## El caso
Pocos días después de que se resolviera el "escándalo del estraperlo" con la salida de Alejandro Lerroux del gobierno de coalición radical-cedista presidido por Joaquín Chapaprieta, estalló en noviembre de 1935 un segundo escándalo que también afectó al Partido Republicano Radical. El funcionario de colonias Antonio Nombela acusó a varios dirigentes del partido de Lerroux, y especialmente al subsecretario de la Presidencia del Gobierno, Moreno Calvo, de haber resuelto de forma fraudulenta un expediente por el que se indemnizaba a la Compañía de África Occidental, propiedad del empresario catalán Antonio Tayá que había conseguido un contrato público para conectar por barco la ruta entre Fernando Poo, Río Muni y Annobón, que había sido cancelado en 1929, por la pérdida de dos buques en la colonia española de Guinea Ecuatorial. El gobierno presidido por Alejandro Lerroux había aprobado la indemnización el 12 de julio y cuando Nombela se negó a pagarla y se dirigió a algunos miembros del gobierno para denunciar el caso, concretamente a los ministros de la CEDA, José María Gil Robles y Luis Lucia, el gobierno lo cesó, el día 26 de julio. Entonces Nombela llevó el asunto a las Cortes, donde se formó una comisión de investigación. A diferencia del "escándalo de estraperlo", Alejandro Lerroux estaba directamente implicado porque como presidente del gobierno había firmado el expediente. Cuando se produjo el debate parlamentario Alejandro Lerroux no fue capaz de dar unas explicaciones convincentes sobre las acusaciones de corrupción, aunque en la votación fue exculpado.
Este segundo escándalo que afectó al Partido Republicano Radical lo hundió políticamente y aceleró su disgregación, lo que fue aprovechado por el líder de la CEDA José María Gil Robles para poner fin al apoyo al gobierno de coalición con los radicales presidido por Chapaprieta y exigir al presidente de la República Niceto Alcalá Zamora que lo propusiera a las Cortes como nuevo jefe del gobierno. Pero Alcalá Zamora se negó a que ocupara el poder un partido que no había proclamado su fidelidad a la República y encargó la formación de gobierno a un político de su confianza, el liberal Portela Valladares. Pero el gobierno de Portela que se constituyó el 15 de diciembre de 1935, formado por republicanos de centro-derecha y que dejaba fuera a la CEDA, no obtuvo la confianza de las Cortes, por lo que Alcalá Zamora decidió disolver las Cortes el 7 de enero de 1936 y convocar nuevas elecciones para febrero, que serían ganadas por la coalición de izquierdas llamada Frente Popular.